# Volkert Manger Cats
Volkert Manger Cats (Amsterdam, 14 mei 1942) is een medicus (cardioloog) en de voormalige medisch directeur van de Nederlandse Hartstichting.

## Cardioloog
Voordat Cats, telg uit het geslacht Cats, tot directeur van de Hartstichting benoemd werd, was Cats cardioloog en chef de clinique van het Leids Universitair Medisch Centrum (LUMC). Hij heeft diverse publicaties op zijn naam staan, en was onder meer betrokken bij de nascholing van huisartsen. Manger Cats werd destijds bij het LUMC weggekocht door de Hartstichting die graag een cardioloog wilde als medisch directeur.

## Medisch directeur Hartstichting
Begin 2004 kwam de positie Cats in de publiciteit vanwege de hoogte van zijn salaris. Met 172.000 euro per jaar bleek hij een van de hoogst betaalde bestuurders van een charitatieve instelling. De aandacht in de landelijke pers leidde onder meer tot vertrek van een deel van de donateurs en collectanten. Hierop vroeg de Hartstichting Cats "vrijwillig" genoegen te nemen met een salaris van 132.000 euro. Cats weigerde dit en werd in het daarop door de Hartstichting aangespannen kort geding door de rechter in het gelijk gesteld. Cats werd op non-actief gesteld, met doorbetaling van salaris. Op 2 december 2009 werd de ontslagregeling bekend via de Volkskrant, omdat Cats tegen de belastingaanslag over 50.000 euro nog een rechtszaak had aangespannen. Door de uitspraak werd de regeling met Cats bekend: de vertrekregeling kostte de Hartstichting 700.000 euro. Aansluitend heeft de Hartstichting haar beloningsbeleid naar beneden bijgesteld.